# Calotarsa insignis
Calotarsa insignis är en tvåvingeart som beskrevs av Aldrich 1906. Calotarsa insignis ingår i släktet Calotarsa och familjen svampflugor. Inga underarter finns listade i Catalogue of Life.